# Sambo na Evropských hrách 2019 – podrobné výsledky mužů
Podrobné výsledky ze zápasu sambo mužů na II. Evropských hrách v roce 2019.

## Informace
- místo: Sportovní palác, Minsk
- vyřazovací boje: 22. a 23. června 2019
- přihlášených: 72 sambistů
- nastoupilo: 71 sambistů
- počet váhových kategorií: 9
- počet zemí: 24 zemí
  - 9× (Bělorusko, Gruzie, Rusko), 6× (Ázerbájdžán, Ukrajina), 5× (Arménie), 3× (Bulharsko, Francie, Řecko), 2× (Itálie, Moldavsko, Rumunsko, Srbsko), 1× (Chorvatsko, Kypr, Česko, Španělsko, Estonsko, Německo, Maďarsko, Lotyšsko, Litva, Makedonie, Turecko)

## Herní systém
- Maximální počet startujících v jednotlivých váhových kategoriích byl 8.
- Začínalo se čtvrtfinálovými souboji a poražení automaticky postupovali do opravného pavouku. Soutěžící, který nevyhrál jediný soutěžní zápas má v kolonce CP (celkové pořadí) zapsané úč. (účast).

- Hrací doba 5 minut.
- Za jednotlivé chvaty dostávají soutěžící technické body. Zápas končí před časovým limitem několika způsoby – submise, technická převaha, technický čistý hod na lopatky, diskvalifikace, zranění. V případě vyrovnaného stavu po uplynutí hrací doby rozhodují o vítězi dodatečná kritéria – vyšší počet napomenutí (pasivita, provinění proti pravidlům) nebo vítězí poslední bodující v zápase. Po skončení zápasu rozhodčí zápas klasifikují klasifikačními body podle způsobu výhry. Maximální počet klasifikačních bodů 4 jsou za vítězství před časovým limitem. V případě výhry na technické body jsou uděleny klasifikační body 3. Nerozhodný zápas s dodatečnými kritérii je hodnocen 2 klasifikačními body pro vítěze.

- V kolonce jednotlivých kol je výsledek zápasu zapsán ve formě: číslo soupeře / technické body / klasifikační kód (viz legenda)_klasifikační body

## Podrobné výsledky v zápasu sambo

### Kategorie do 52 kg
- Datum: 23. června 2019

| S. | Č. | Sambista               | Věk | Vyřazovací boje | Vyřazovací boje | Vyřazovací boje | CP  | Opravy       | Opravy      |
| S. | Č. | Sambista               | Věk | čtvrtfinále     | semifinále      | finále          | CP  | o 3. místo   | 1. kolo     |
| -- | -- | ---------------------- | --- | --------------- | --------------- | --------------- | --- | ------------ | ----------- |
| A  | 1. | A. Samadov (AZE)       | 30  | 2./5:0/vo_3     | 4./4:0/vh_4     | 7./0:4/vo_0     | 2.  |              |             |
| A  | 2. | G. Katkus (LTU)        | 31  | 1./0:5/vo_0     |                 |                 | úč. |              | 3./1:3/vp_1 |
| A  | 3. | G. Rima (ROU)          | 42  | 4./3:3/vp_1     |                 |                 | 5.  | 6./0:5/vh_0  | 2./3:1/vp_3 |
| A  | 4. | M. Krasiňskij (BLR)    | 23  | 3./3:3/vp_3     | 1./0:4/vh_0     |                 | 5.  | 5./1:10/vs_0 |             |
| B  | 5. | G. Naderajišvili (GEO) | 27  | 6./3:4/vp_1     |                 |                 | 3.  | 4./10:1/vs_4 | 8./0:0/vh_4 |
| B  | 6. | A. Kubarkov (RUS)      | 26  | 5./4:3/vp_3     | 7./3:3/ml_0     |                 | 3.  | 3./5:0/vh_4  |             |
| B  | 7. | T. Kirakosjan (ARM)    | 28  | 8./7:0/vw_4     | 6./3:3/ml_2     | 1./4:0/vo_3     | 1.  |              |             |
| B  | 8. | R. Bratčenko (UKR)     | 27  | 7./0:7/vw_0     |                 |                 | úč. |              | 5./0:0/vh_0 |

- zdrojArchivováno 6. 9. 2019 na Wayback Machine.

### Kategorie do 57 kg
- Datum: 22. června 2019

| S. | Č. | Sambista             | Věk | Vyřazovací boje | Vyřazovací boje | Vyřazovací boje | CP  | Opravy      | Opravy       |
| S. | Č. | Sambista             | Věk | čtvrtfinále     | semifinále      | finále          | CP  | o 3. místo  | 1. kolo      |
| -- | -- | -------------------- | --- | --------------- | --------------- | --------------- | --- | ----------- | ------------ |
| A  | 1. | S. Chertek (RUS)     | 32  | 2./3:0/vo_3     | 4./4:0/vh_4     | 7./1:1/vp_1     | 2.  |             |              |
| A  | 2. | E. Çelik (TUR)       | 22  | 1./0:3/vo_0     |                 |                 | 5.  | 6./0:6/vo_0 | 3./11:1/vs_4 |
| A  | 3. | I. Pylypjak (UKR)    | 21  | 4./1:10/vs_0    |                 |                 | úč. |             | 2./1:11/vs_0 |
| A  | 4. | M. Manukjan (ARM)    | 26  | 3./10:1/vs_4    | 1./0:4/vh_0     |                 | 5.  | 5./1:9/vs_0 |              |
| B  | 5. | M. Chalilov (AZE)    | 25  | 6./1:4/vo_0     |                 |                 | 3.  | 4./9:1/vs_4 | volný los    |
| B  | 6. | V. Burď (BLR)        | 23  | 5./4:1/vo_3     | 7./0:3/vo_0     |                 | 3.  | 2./6:0/vo_3 |              |
| B  | 7. | V. Chidrašvili (GEO) | 32  | 8./bez_boje     | 6./3:0/vo_3     | 1./1:1/vp_3     | 1.  |             |              |
| B  | 8. | B. Janakov (BUL)     | 27  | 7./dns          |                 |                 | DNS |             |              |

- zdrojArchivováno 24. 8. 2019 na Wayback Machine.

### Kategorie do 62 kg
- Datum: 23. června 2019

| S. | Č. | Sambista             | Věk | Vyřazovací boje | Vyřazovací boje | Vyřazovací boje | CP  | Opravy      | Opravy      |
| S. | Č. | Sambista             | Věk | čtvrtfinále     | semifinále      | finále          | CP  | o 3. místo  | 1. kolo     |
| -- | -- | -------------------- | --- | --------------- | --------------- | --------------- | --- | ----------- | ----------- |
| A  | 1. | D. Jevdošenko (UKR)  | 26  | 2./0:2/vh_0     |                 |                 | 5.  | 8./1:2/vo_0 | 4./8:0/vs_4 |
| A  | 2. | R. Bagdasarjan (RUS) | 27  | 1./2:0/vh_4     | 3./0:0/vh_4     | 6./2:0/vo_3     | 1.  |             |             |
| A  | 3. | G. Čirgadze (GEO)    | 28  | 4./8:0/vs_4     | 2./0:0/vh_0     |                 | 3.  | 5./5:0/vo_3 |             |
| A  | 4. | N. Vu (GER)          | 27  | 3./0:8/vs_0     |                 |                 | úč. |             | 1./0:8/vs_0 |
| B  | 5. | D. Garajev (AZE)     | 31  | 6./1:1/vo_0     |                 |                 | 5.  | 3./0:5/vo_0 | 7./1:0/vo_3 |
| B  | 6. | S. Karakizidis (GRE) | 26  | 5./1:1/vo_3     | 8./0:0/vh_4     | 2./0:2/vo_0     | 2.  |             |             |
| B  | 7. | V. Fomin (EST)       | 32  | 8./1:10/vs_0    |                 |                 | úč. |             | 5./0:1/vo_0 |
| B  | 8. | I. Aniskevič (BLR)   | 31  | 7./10:1/vs_4    | 6./0:0/vh_0     |                 | 3.  | 1./2:1/vo_3 |             |

- zdrojArchivováno 6. 9. 2019 na Wayback Machine.

### Kategorie do 68 kg
- Datum: 22. června 2019

| S. | Č. | Sambista            | Věk | Vyřazovací boje | Vyřazovací boje | Vyřazovací boje | CP  | Opravy      | Opravy      |
| S. | Č. | Sambista            | Věk | čtvrtfinále     | semifinále      | finále          | CP  | o 3. místo  | 1. kolo     |
| -- | -- | ------------------- | --- | --------------- | --------------- | --------------- | --- | ----------- | ----------- |
| A  | 1. | N. Kleckov (RUS)    | 33  | 2./2:2/mt_0     |                 |                 | 3.  | 6./5:0/vh_4 | 3./3:1/vp_3 |
| A  | 2. | M. Liluašvili (GEO) | 29  | 1./2:2/mt_2     | 4./4:3/vo_3     | 7./0:5/vp_1     | 2.  |             |             |
| A  | 3. | L. Szőke (ROU)      | 32  | 4./3:6/vp_1     |                 |                 | úč. |             | 1./1:3/vp_0 |
| A  | 4. | E. Hasanov (AZE)    | 31  | 3./6:3/vp_3     | 2./3:4/vo_0     |                 | 3.  | 5./0:0/vh_4 |             |
| B  | 5. | M. Ivanov (BUL)     | 31  | 6./1:0/vh_0     |                 |                 | 5.  | 4./0:0/vh_0 | 8./9:0/vs_4 |
| B  | 6. | M. Galbiati (ITA)   | 33  | 5./0:1/vh_4     | 7./0:1/vo_0     |                 | 5.  | 1./0:5/vh_0 |             |
| B  | 7. | A. Kokša (BLR)      | 29  | 8./2:0/vh_4     | 6./1:0/vo_3     | 2./5:0/vp_3     | 1.  |             |             |
| B  | 8. | D. Bogdanov (MKD)   | 27  | 7./0:2/vh_0     |                 |                 | úč. |             | 5./0:9/vs_0 |

- zdrojArchivováno 6. 9. 2019 na Wayback Machine.

### Kategorie do 74 kg
- Datum: 23. června 2019

| S. | Č. | Sambista               | Věk | Vyřazovací boje | Vyřazovací boje | Vyřazovací boje | CP  | Opravy       | Opravy      |
| S. | Č. | Sambista               | Věk | čtvrtfinále     | semifinále      | finále          | CP  | o 3. místo   | 1. kolo     |
| -- | -- | ---------------------- | --- | --------------- | --------------- | --------------- | --- | ------------ | ----------- |
| A  | 1. | A. Gazarjan (ARM)      | 24  | 2./1:2/vo_0     |                 |                 | 3.  | 8./10:2/vs_4 | 4./3:0/vo_3 |
| A  | 2. | S. Skrjabin (RUS)      | 31  | 1./2:1/vo_3     | 3./4:0/vh_4     | 6./1:5/vo_0     | 2.  |              |             |
| A  | 3. | D. Sumpor (CRO)        | 24  | 4./4:3/vo_3     | 2./0:4/vh_0     |                 | 5.  | 5./1:2/vh_0  |             |
| A  | 4. | A. Abdullajev (AZE)    | 19  | 3./3:4/vo_0     |                 |                 | úč. |              | 1./0:3/vo_0 |
| B  | 5. | S. Popov (BLR)         | 35  | 6./1:2/vo_0     |                 |                 | 3.  | 3./2:1/vh_4  | 7./1:0/vo_3 |
| B  | 6. | L. Nachucrišvili (GEO) | 30  | 5./2:1/vo_3     | 8./5:1/vp_3     | 2./5:1/vo_3     | 1.  |              |             |
| B  | 7. | A. Martirosjan (BUL)   | 26  | 8./0:10/vs_0    |                 |                 | úč. |              | 5./0:1/vo_0 |
| B  | 8. | J. Markarjan (GRE)     | 20  | 7./10:0/vs_4    | 6./1:5/vp_1     |                 | 5.  | 1./2:10/vs_0 |             |

- zdrojArchivováno 23. 8. 2019 na Wayback Machine.

### Kategorie do 82 kg
- Datum: 22. června 2019

| S. | Č. | Sambista               | Věk | Vyřazovací boje | Vyřazovací boje | Vyřazovací boje | CP  | Opravy      | Opravy      |
| S. | Č. | Sambista               | Věk | čtvrtfinále     | semifinále      | finále          | CP  | o 3. místo  | 1. kolo     |
| -- | -- | ---------------------- | --- | --------------- | --------------- | --------------- | --- | ----------- | ----------- |
| A  | 1. | T. Jemeljanov (BLR)    | 27  | 2./1:0/vo_3     | 3./0:0/vt_0     |                 | 3.  | 6./0:0/vs_4 |             |
| A  | 2. | S. Oslobanu (MDA)      | 33  | 1./0:1/vo_0     |                 |                 | 5.  | 8./0:5/vo_0 | 4./4:1/vo_3 |
| A  | 3. | A. Perepeljuk (RUS)    | 34  | 4./1:1/vh_4     | 1./0:0/vt_4     | 5./7:0/vh_4     | 1.  |             |             |
| A  | 4. | V. Balabanašvili (GRE) | 21  | 3./1:1/vh_0     |                 |                 | úč. |             | 2./1:4/vo_0 |
| B  | 5. | D. Grigorjan (ARM)     | 29  | 6./3:1/vo_3     | 8./1:0/vo_3     | 3./0:7/vh_0     | 2.  |             |             |
| B  | 6. | A. Miceli (ITA)        | 31  | 5./1:3/vo_0     |                 |                 | 5.  | 1./0:0/vs_0 | 7./1:1/ml_2 |
| B  | 7. | D. Husejnov (AZE)      | 26  | 8./0:5/vh_0     |                 |                 | úč. |             | 6./1:1/ml_0 |
| B  | 8. | B. Berulava (GEO)      | 29  | 7./5:0/vh_4     | 5./0:1/vo_0     |                 | 3.  | 2./5:0/vo_3 |             |

- zdrojArchivováno 24. 8. 2019 na Wayback Machine.

### Kategorie do 90 kg
- Datum: 23. června 2019

| S. | Č. | Sambista              | Věk | Vyřazovací boje | Vyřazovací boje | Vyřazovací boje | CP  | Opravy      | Opravy      |
| S. | Č. | Sambista              | Věk | čtvrtfinále     | semifinále      | finále          | CP  | o 3. místo  | 1. kolo     |
| -- | -- | --------------------- | --- | --------------- | --------------- | --------------- | --- | ----------- | ----------- |
| A  | 1. | S. Rjabov (RUS)       | 31  | 2./4:0/vo_3     | 4./3:1/vo_3     | 5./3:1/vp_3     | 1.  |             |             |
| A  | 2. | D. Stecenko (UKR)     | 22  | 1./0:4/vo_0     |                 |                 | 5.  | 7./0:4/vs_0 | 3./8:0/vs_4 |
| A  | 3. | M. Vacek (CZE)        | 32  | 4./0:8/vs_0     |                 |                 | úč. |             | 2./0:8/vs_0 |
| A  | 4. | G. Sa'akjan (ARM)     | 22  | 3./8:0/vs_4     | 1./1:3/vo_0     |                 | 5.  | 6./3:4/vo_0 |             |
| B  | 5. | A. Kazusjonok (BLR)   | 35  | 6./8:0/vs_4     | 7./3:0/vp_3     | 1./1:3/vp_1     | 2.  |             |             |
| B  | 6. | P. Gvinyjašvili (GEO) | 32  | 5./0:8/vs_0     |                 |                 | 3.  | 4./4:3/vo_3 | 8./2:0/vo_3 |
| B  | 7. | D. Gerasimenko (SRB)  | 32  | 8./6:0/vp_3     | 5./0:3/vp_1     |                 | 3.  | 2./8:0/vs_4 |             |
| B  | 8. | V. Jourdan (FRA)      | 29  | 7./0:6/vp_1     |                 |                 | úč. |             | 6./0:2/vo_0 |

- zdrojArchivováno 24. 8. 2019 na Wayback Machine.

### Kategorie do 100 kg
- Datum: 22. června 2019

| S. | Č. | Sambista             | Věk | Vyřazovací boje | Vyřazovací boje | Vyřazovací boje | CP  | Opravy      | Opravy      |
| S. | Č. | Sambista             | Věk | čtvrtfinále     | semifinále      | finále          | CP  | o 3. místo  | 1. kolo     |
| -- | -- | -------------------- | --- | --------------- | --------------- | --------------- | --- | ----------- | ----------- |
| A  | 1. | A. Boloban (UKR)     | 27  | 2./9:1/vs_4     | 4./0:3/vw_0     |                 | 5.  | 8./2:3/vp_1 |             |
| A  | 2. | A. Stěpankov (BLR)   | 33  | 1./1:9/vs_0     |                 |                 | úč. |             | 3./0:1/vo_0 |
| A  | 3. | A. Černoskulov (RUS) | 36  | 4./0:1/vo_0     |                 |                 | 3.  | 7./5:1/vp_3 | 2./1:0/vo_3 |
| A  | 4. | D. Lorijašvili (GEO) | 33  | 3./1:0/vo_3     | 1./3:0/vw_4     | 6./2:0/vp_3     | 1.  |             |             |
| B  | 5. | F. Siranko (HUN)     | 34  | 6./0:0/vh_0     |                 |                 | úč. |             | 8./0:7/vs_0 |
| B  | 6. | V. Reško (LAT)       | 31  | 5./0:0/vh_4     | 7./5:4/vp_3     | 4./0:2/vp_1     | 2.  |             |             |
| B  | 7. | A. Segard (FRA)      | 25  | 8./7:6/vp_3     | 6./4_5/vp_1     |                 | 5.  | 3./1:5/vp_1 |             |
| B  | 8. | D. Tachii (MDA)      | 27  | 7./6:7/vp_1     |                 |                 | 3.  | 1./3:2/vp_3 | 5./7:0/vs_4 |

- zdrojArchivováno 24. 8. 2019 na Wayback Machine.

### Kategorie nad 100 kg
- Datum: 23. června 2019

| S. | Č. | Sambista               | Věk | Vyřazovací boje | Vyřazovací boje | Vyřazovací boje | CP  | Opravy      | Opravy      |
| S. | Č. | Sambista               | Věk | čtvrtfinále     | semifinále      | finále          | CP  | o 3. místo  | 1. kolo     |
| -- | -- | ---------------------- | --- | --------------- | --------------- | --------------- | --- | ----------- | ----------- |
| A  | 1. | B. Berdzenišvili (GEO) | 29  | 2./2:0/vh_4     | 1./8:0/vs_4     | 5./8:0/vs_4     | 1.  |             |             |
| A  | 2. | G. Herbreteau (FRA)    | 31  | 1./0:2/vh_0     |                 |                 | úč. |             | 3./0:5/vh_0 |
| A  | 3. | A. Osipenko (RUS)      | 31  | 4./1:5/vo_0     |                 |                 | 3.  | 7./1:0/vo_3 | 2./5:0/vh_4 |
| A  | 4. | V. Gajić (SRB)         | 28  | 3./5:1/vo_3     | 4./0:8/vs_0     |                 | 3.  | 6./6:0/vo_3 |             |
| B  | 5. | J. Rybak (BLR)         | 40  | 6./8:0/vs_4     | 7./7:1/vp_3     | 1./0:8/vs_0     | 2.  |             |             |
| B  | 6. | D. Fernández (ESP)     | 32  | 5./0:8/vs_0     |                 |                 | 5.  | 4./0:6/vo_0 | 8./5:0/vo_3 |
| B  | 7. | S. Bondarenko (UKR)    | 32  | 8./12:4/vs_4    | 5./1:7/vp_1     |                 | 5.  | 3./0:1/vo_0 |             |
| B  | 8. | N. Papadopulos (CYP)   | 27  | 7./4:12/vs_0    |                 |                 | úč. |             | 6./0:5/vo_0 |

- zdrojArchivováno 24. 8. 2019 na Wayback Machine.

## Legenda
- VO – vítězství na technické body bez ztráty bodu a bez napomínání
- VP – vítězství na technické body se ztrátou bodu či napomenutím

- VH – vítězství před časovým limitem – submise
- VW – vítězství před časovým limitem – soupeř odstoupil
- VI – vítězství před časovým limitem – soupeř se zranil
- VS – vítězství před časovým limitem – technická převaha
- VT – vítězství před časovým limitem – technicky čistý hod na lopatky
- VQ – vítězství před časovým limitem – diskvalifikace soupeře

- ML – remízový zápas s dodatečným kritériem – vyšší počet napomenutí
- MT – remízový zápas s dodatečným kritériem – poslední bodující

- E3 – lekář soutěžícího nepustil do zápasu